# Glen Whisby
Glen Whisby jr. (Chicago, 29 giugno 1972 – 21 settembre 2017) è stato un cestista e allenatore di pallacanestro statunitense, professionista in Europa.
È morto nel 2017, a 45 anni, a seguito di un attacco cardiaco.

## Palmarès
- Campione USBL (1996)
- Coppa di Slovacchia: 1

Pezinok: 2009